# Retopologie

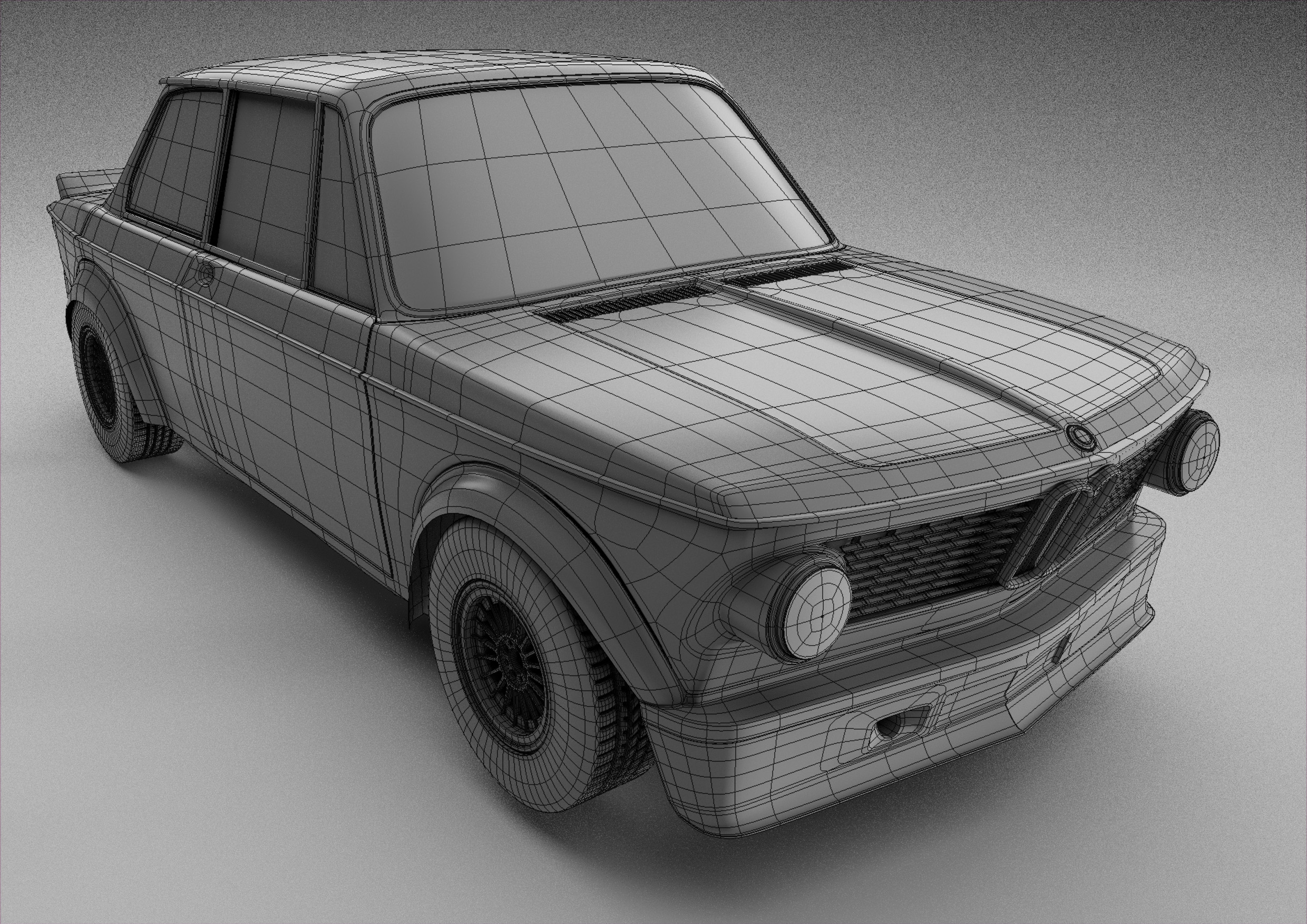
Topologie van een 3D-model

Retopologie (of retopo) is een stap in het 3D-modelleringsproces waarbij de veelhoekige mesh van een object wordt gewijzigd of opnieuw wordt gemaakt om een schonere lay-out te verkrijgen, terwijl vrijwel dezelfde fysieke vorm van het model behouden blijft. Vanwege de complexiteit is retopologie momenteel een grotendeels handmatig proces, maar er bestaan tools om 3D-kunstenaars te helpen bij de handeling. Geautomatiseerde en semi-geautomatiseerde retopologie-algoritmen vormen een actief onderzoeksgebied. De modernste technieken leveren in sommige, maar niet alle, gevallen goede resultaten op. De meeste modellen met een organische vorm, vooral modellen die geanimeerd zijn of in real-time toepassingen worden gebruikt, moeten worden gemaakt met een zuivere topologie om goed te kunnen vervormen (als er gebruik wordt gemaakt van skeletanimatie), om te worden weergegeven met vloeiende en nauwkeurige shading en om een overmatig aantal polygonen te voorkomen, dat kan leiden tot prestatieverlies.
Retopologie speelt een belangrijke rol in tal van industrieën, zoals animatie, computerspelontwikkeling, visual effects, virtual reality en 3D-printen. Bij animatie en gaming zorgt retopologie ervoor dat personages en andere 3d-modellen soepel vervormen wanneer ze bewegen, waardoor realistische en geloofwaardige animaties mogelijk zijn. Bij visual effects maakt het de creatie van hoogwaardige modellen met optimale geometrie mogelijk voor naadloze integratie in live-action beelden, terwijl het bij 3D-printen wordt gebruikt om modellen te optimaliseren voor efficiënte printprocessen.